# Pascoea bilunata
Pascoea bilunata là một loài bọ cánh cứng trong họ Cerambycidae.